# Albert Johan van der Steur
Albert Johan van der Steur (Haarlem, 21 september 1895 – Amsterdam, 17 april 1963) was een Nederlandse architect.

## Biografie
Hij is een telg uit een architectenfamilie. Zijn grootvader A. van der Steur jr. (1836-1899) was architect in Haarlem. Diens zoon, de vader van Albert, J.A.G. van der Steur (1865-1945) was architect en hoogleraar in Delft. Drie zonen van J.A.G. waren ook in het bouwvak actief. Evenals Albert was zijn broer Ad van der Steur architect. Zijn andere broer J.A.G. van der Steur jr. (1899-1966) was civiel ingenieur en onder andere betrokken bij het ontwerp van de Stormvloedkering Hollandse IJssel in Krimpen aan den IJssel.
Van der Steur rondde in 1920 zijn studie af aan de Technische Hogeschool te Delft. Al spoedig werd hij werkzaam bij het Architectenbureau Leliman, in 1930 genaamd Architectenbureau Kleinhout en Van der Steur, waarin hij tot het overlijden in 1958 van G.H. Kleinhout met hem samenwerkt. Hierna werkte Van der Steur samen met W.F. Snieder. In zijn loopbaan maakte Van der Steur ontwerpen voor nieuwbouw en was hij actief bij restauraties. Verder was hij onder meer actief als adviseur bij het Bruggenbureau van Rijkswaterstaat en als bestuurder (voorzitter van de Bond van Nederlandse Architecten).
Tot zijn oeuvre behoren onder andere:
- de stopplaats Zandberg (circa 1922)
- het sportpaviljoen van Paleis Soestdijk (circa 1937, i.s.m. Bijlhouwer en De Bie Leuveling Tjeenk, rijksmonument)
- het kantoorgebouw van de N.V. Electriciteits Fabriek IJsselcentrale te Zwolle (1939-1946, i.s.m. M. Meijerink, rijksmonument)
- het Gideon-monument te Zutphen (1950, i.s.m. Paul Grégoire en G.H. Kleinhout)
- het hoofdkantoor van de PEGUS te Utrecht (1953, gemeentelijk monument)
- restauraties van de Oude Kerk en Nieuwe Kerk te Amsterdam

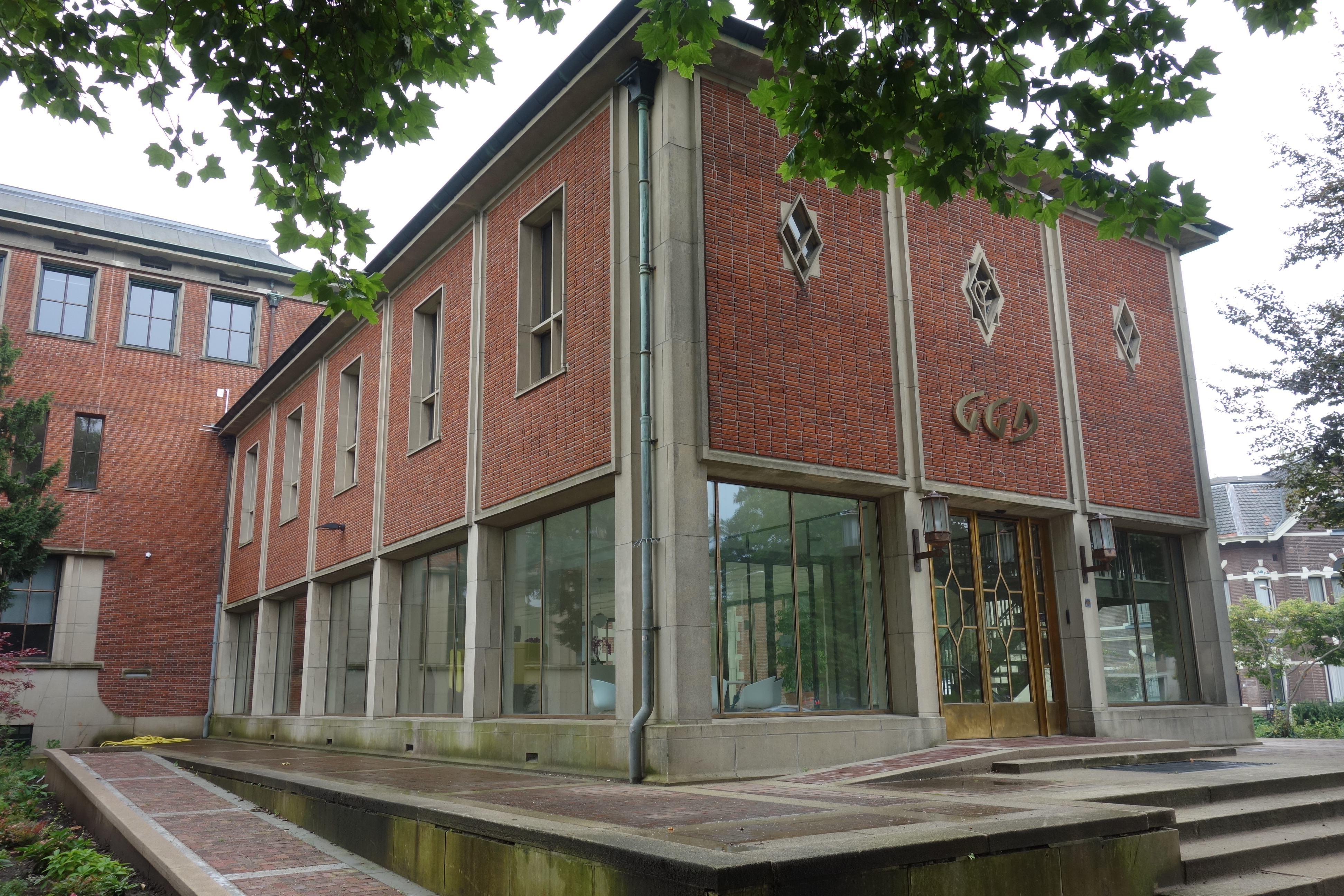
Kantoorgebouw van de N.V. Electriciteits Fabriek IJsselcentrale
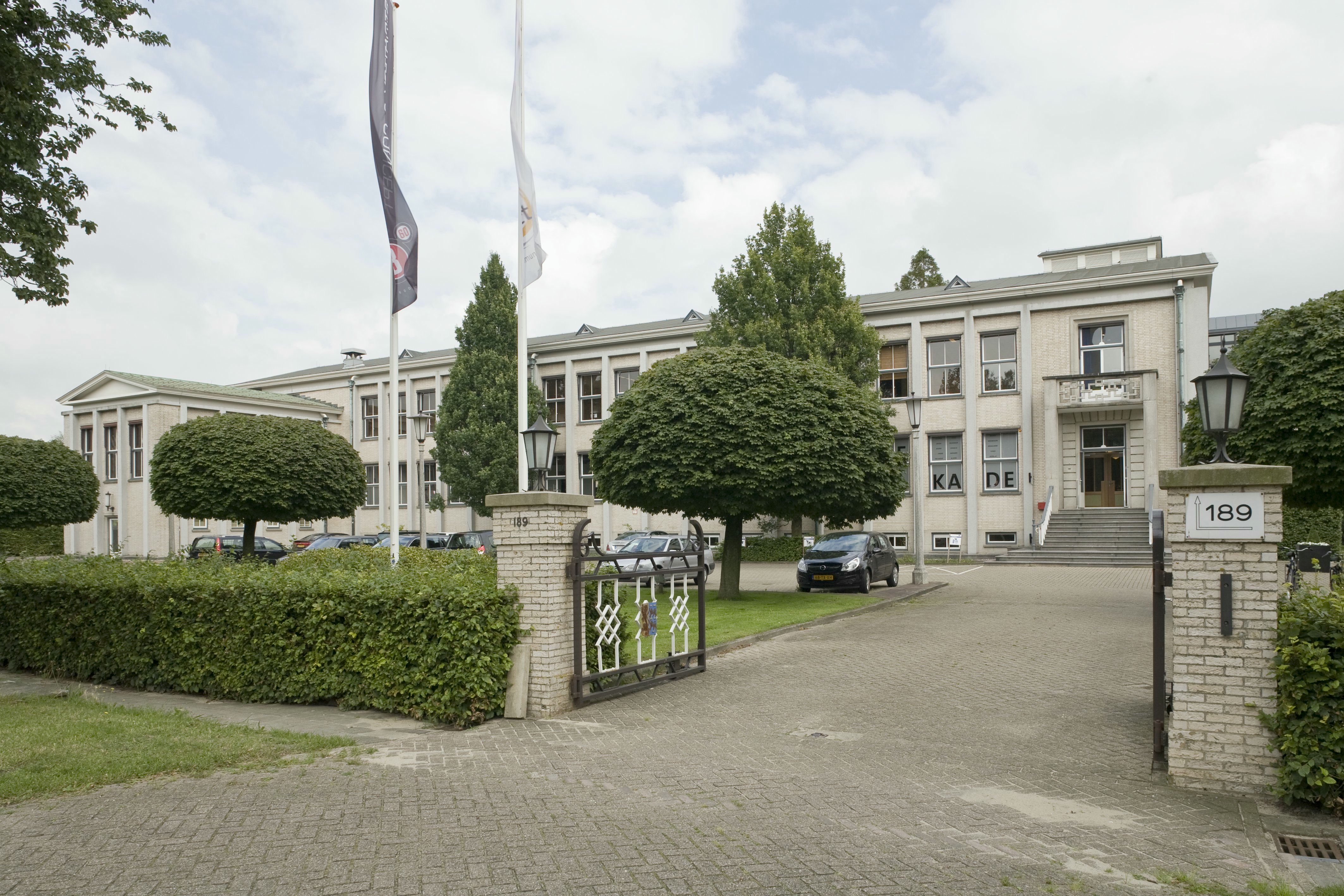
Hoofdkantoor van de PEGUS

- International Standard Name Identifier: 0000 0003 9971 7740
- Library of Congress Control Number: no2012068963
- Union List of Artist Names: 500111288
- Virtual International Authority File: 295197389
- WorldCat: E39PBJxd3K8BwMHhkTB8rtDH4q